# 藍色太平洋夥伴
藍色太平洋夥伴（英語：Partners in the Blue Pacific）是由美國倡議，與澳洲、日本、紐西蘭和英國建立的非正式組織，目的為促進與太平洋島國的經濟和外交關係。該組織於2022年6月24日由美國白宮宣布成立，為加強太平洋區域主義，擴大太平洋島國與世界其他地區之間的經濟聯繫。

## 成員
- 日本
- 新西兰
- 英国
- 美国